# Juka vláknitá
Juka vláknitá (Yucca filamentosa) je druh rostliny z čeledi chřestovité (Asparagaceae). Původní výskyt druhu je znám z jihovýchodu USA. V České republice je juka vláknitá pěstována jako okrasná rostlina.

## Vědecký název
Podle biolib.cz je synonymem k Yucca filamentosa například vědecký název Yucca concava nebo Yucca filamentosa var. concava.

## Národní odborný název
Kromě českého názvu juka vláknitá uvádí biolib.cz název juka niťovitá.

## Pěstování
Slunná stanoviště, propustné půdy. Snese přísušky a sušší podmínky. Množení semeny, nebo vegetativně. Z oddenků vyrůstají nové výhony, které vytvářejí další kořeny, což umožňuje snadné množení dělením trsů.